# Кудзюкурі (Тіба)

35°32′6″ пн. ш. 140°26′26″ сх. д. / 35.53500° пн. ш. 140.44056° сх. д.
Кудзюку́рі (яп. 九十九里町, くじゅうくりまち, МФА: [kud͡ʑuːkuɾʲi mat͡ɕi̥]) — містечко в Японії, в повіті Самбу префектури Тіба. Станом на 1 жовтня 2008 площа містечка становила 23,72 км². Станом на 1 січня 2009 населення містечка становило 18 140 осіб.